# Laemophloeus monilis
Laemophloeus monilis – gatunek chrząszcza z rodziny Laemophloeidae.

## Taksonomia
Gatunek ten opisany został po raz pierwszy w 1787 roku przez Johana Christiana Fabriciusa pod nazwą Cucujus monilis.

## Morfologia
Chrząszcz o mocno spłaszczonym grzbietobrzusznie ciele długości od 2,5 do 5 mm. Oskórek jest lśniący, praktycznie nagi.
Głowa jest żółtobrunatna do czerwonobrunatnej, szeroka, o krótkich, ale rzucających się w oczy żeberkach przyocznych. U samca żuwaczki są silniej rozwinięte, a rozprostowane ku tyłowi czułki sięgają poza połowę długości pokryw. Samica ma żuwaczki zwyczajnie wykształcone, a rozprostowane ku tyłowi czułki nie osiągają połowy długości pokryw. Ponadto u samicy występuje wyraźnie wyodrębniona, trójczłonowa buławka.
Przedplecze jest sercowate, dwukrotnie szersze niż dłuższe, żółtobrunatne do czerwonobrunatnego z dużą czarną plamą. Krawędzie boczne ma lekko powcinane, opatrzone niewielkimi ząbkami. Punkty na jego powierzchni są wyraźne, okrągłe i grubsze niż na głowie. U samca przedplecze jest tak szerokie jak głowa i w przedniej części tak szerokie jak podstawa pokryw, u samicy zaś nieco szersze od głowy i w przedniej części węższe od podstawy pokryw. Pokrywy mają szeroki, nieco owalny zarys i są od 1,4 do 1,5 raza dłuższe niż szerokie. Ubarwienie mają czerwonobrunatne do czarnego z szeroką, żółtawą plamą sięgającą poza drugi międzyrząd. Stopy ostatniej pary u samicy zbudowane z pięciu, a u samca z czterech członów. Stopy par pozostałych są pięcioczłonowe u obu płci.

## Ekologia i występowanie
Owad saproksyliczny. Związany jest z drzewami liściastymi, zwłaszcza z bukami, dębami, klonem jaworem, lipami i topolami. Osobniki dorosłe bytują pod przegrzybiałą korą oraz w leżących na ziemi gałęziach, larwy zaś rozwijają się w przegrzybiałych korze i drewnie. Cykl życiowy zamyka się w ciągu jednego roku. Często współwystępuje z chrząszczami Diplocoelus fagi, Enicmus brevicornis i Synchita separanda.
Gatunek palearktyczny, europejski, znany z Wielkiej Brytanii (z Anglii), Francji, Niemiec, Szwecji, Norwegii, Polski, Czech, Austrii, Włoch, Węgier, Chorwacji i południa europejskiej części Rosji. Wszędzie obserwowany jest rzadko i sporadycznie. W Polsce odnotowany z kilku stanowisk w zachodniej części kraju.